# ギャング・ギャング・ダンス
ギャング・ギャング・ダンス（Gang Gang Dance）は、アメリカ合衆国ニューヨーク出身のオルタナティヴ・ロック・バンド。

## 概要
ポストロック、エレクトロニカ他、サイケデリック、ゴシック・ロック、ノイズロックなどなど、ポップと前衛を自在に行き来する実験的な音楽創作について評価が高い。
アンダーグラウンドでの活動実績が多かったが、様々なリズムとテクスチャーが渾然一体となったハイブリッド・サウンドをポップ・レコードに凝縮した2008年発表のアルバム『セイント・ディンフナ』が広くメジャー・ヒットを記録。世界のインディー・ロック・ファンの知るところとなった。ツアー帯同など共演の多い盟友のアニマル・コレクティヴと並ぶニューヨークの尖鋭的な音楽集団としての存在感を印象づけている。

## メンバー

### 現在のメンバー
- リジー・ボウガツォス (Lizzi Bougatsos、LZA) - ボーカル
- ブライアン・デグロウ (Brian DeGraw、BDG) - キーボード、シンセサイザー、パーカッション
- ジョッシュ・ダイアモンド (Josh Diamond) - ギター、ギター・シンセサイザー
- タカ・イマムラ (Taka Imamura) - ボーカル

### 旧メンバー
- ティム・デウィット (Tim DeWit) - ドラム
- ジェシー・リー (Jesse Lee) - ドラム
- ネイサン・マドックス (Nathan Maddox) - パーカッション、フルート、ボーカル

## ディスコグラフィ

### スタジオ・アルバム
- Revival of the Shittest (2004年、The Social Registry)
- Gang Gang Dance (2004年、Fusetron)
- God's Money (2005年、The Social Registry)
- 『セイント・ディンフナ』 - Saint Dymphna (2008年、The Social Registry/Warp)
- 『アイ・コンタクト』 - Eye Contact (2011年、4AD) ※全英150位[1]
- 『カズアシタ』 - Kazuashita (2018年、4AD)

### EP
- Hillulah (The Social Registry) (2005年、The Social Registry)
- 『RAWWAR』 - RAWWAR (2007年、The Social Registry/Young) ※日本盤は下記『Retina Riddim』との2in1
- Kamakura (2010年、Latitudes)

### 映像作品
- Retina Riddim (2007年、The Social Registry) ※DVD+CD